# Tricholoma caligatum
Tricholoma caligatum Lucien Quélet, 1872) din încrengătura Basidiomycota, în familia Tricholomataceae și de genul Tricholoma, este o specie de ciuperci comestibile care coabitează, fiind un simbiont micoriza, formând prin urmare micorize pe rădăcinile arborilor. Un nume popular nu este cunoscut. În România, Basarabia și Bucovina de Nord, trăiește preponderent pe sol calcaros în grupuri, rar izolat, adesea printre afine, în păduri de conifere, cu predilecție sub diverse specii de pin, dar, de asemenea, sub brazi și molizi precum în cele de foioase, pe lângă stejari. Timpul apariției de la câmpie la deal este din (iunie) iulie până în noiembrie.

## Taxonomie

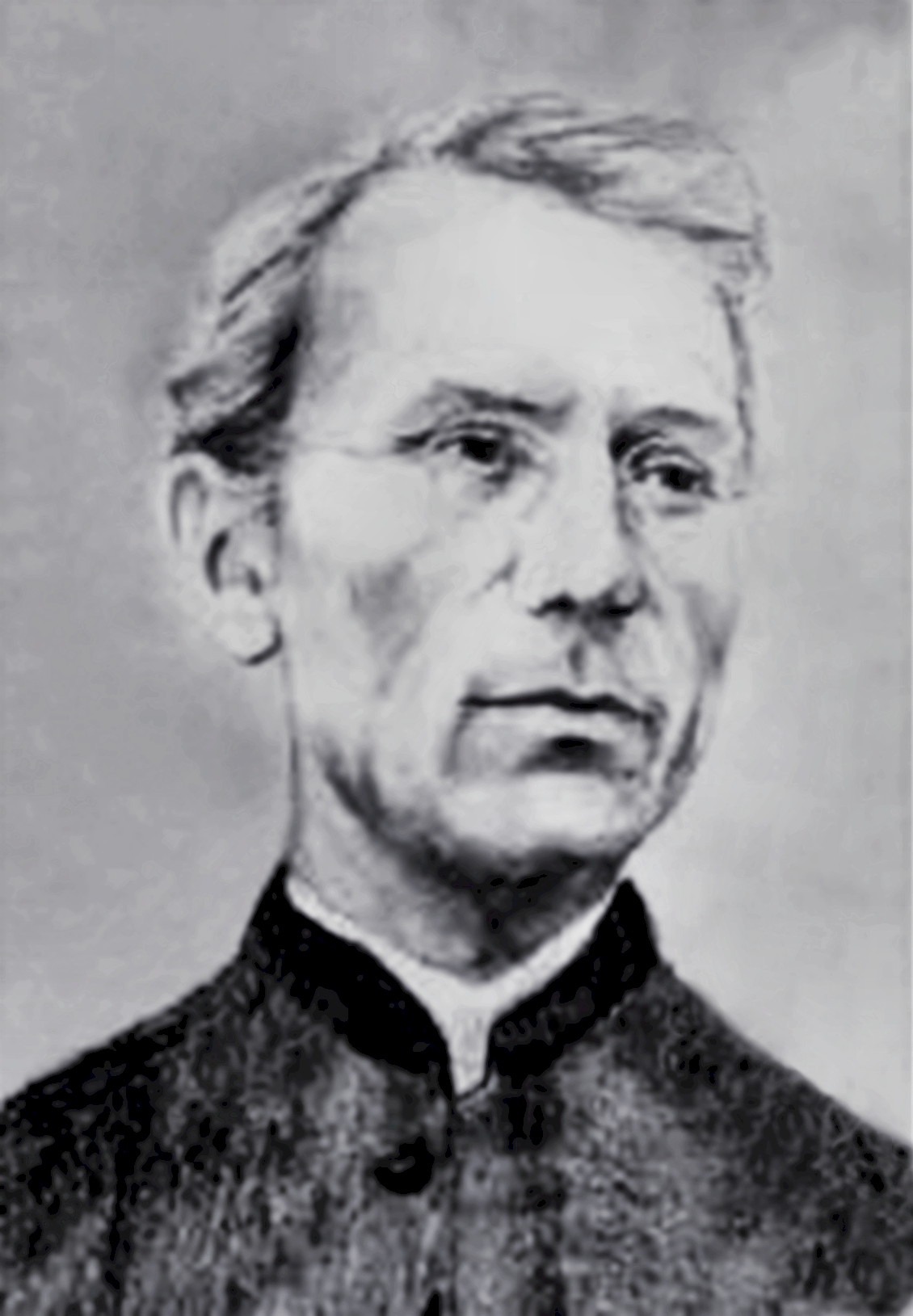
Adalbert Ricken

Numele binomial Agaricus caligatus a fost determinat de savantul italian (Viv. (1772-1840), în cartea sa I Funghi d'Italia din 1834.
Apoi, micologul german Adalbert Ricken a transferat specia la genul Tricholoma sub păstrarea epitetului, de verificat în volumul 1 al lucrării sale Die Blätterrpilze din 1915, fiind și numele curent valabil (2023).
Sinonime obligatorii sunt Armillaria caligata a micologului francez Claude Casimir Gillet din 1905 precum Sphaerocephalus caligatus a micologului german Jörg Raithelhuber din 1979, ambele bazând pe descrierea lui Viviani.
Numele generic este derivat din cuvintele de limba greacă veche (greacă veche τριχο=păr) și (greacă veche λῶμα=margine, tiv de ex. unei rochii), iar epitetul din cuvântul latin (latină caligatus=în pantofi grei, datorită aspectului tulpinii.

## Descriere

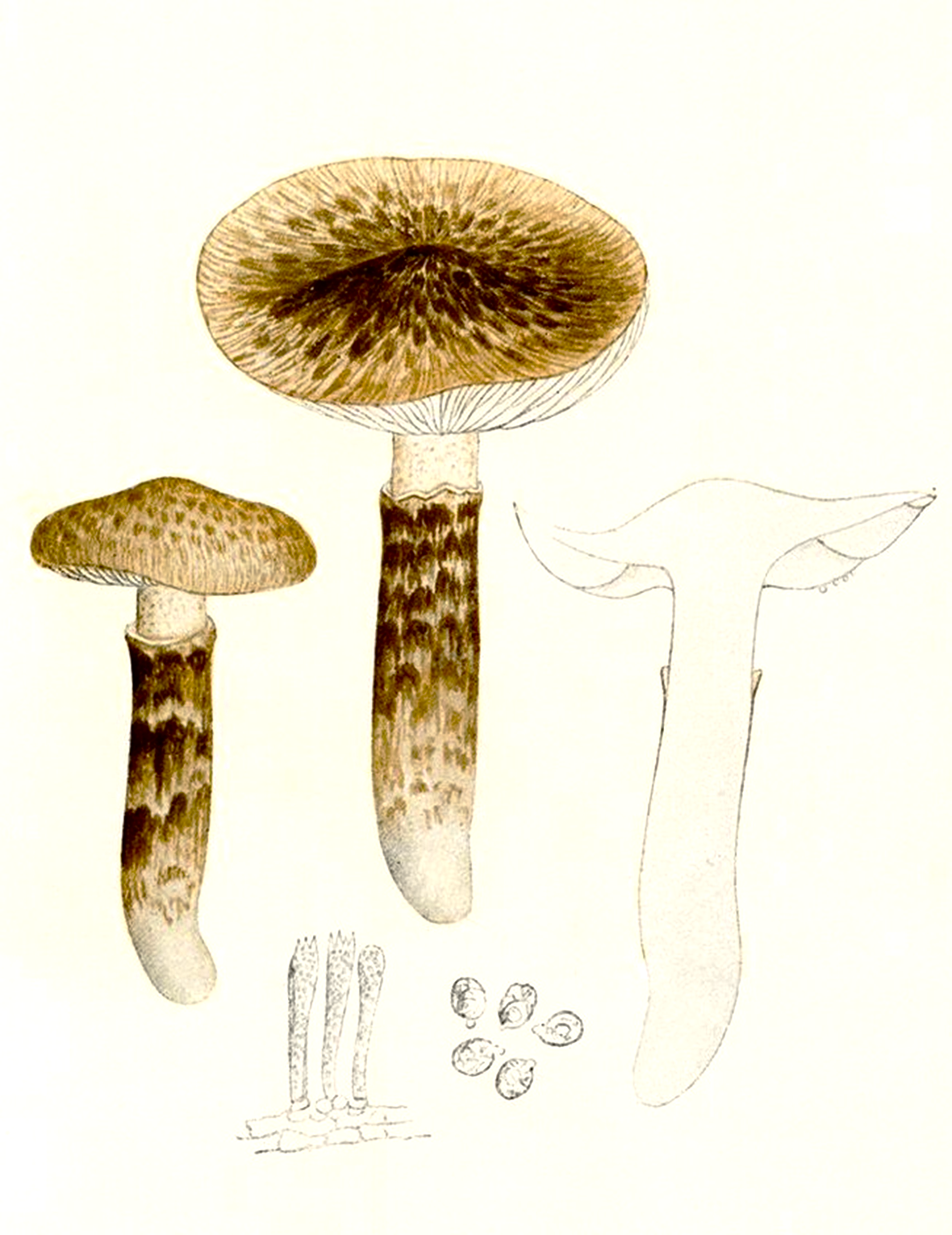
Bres.: Tricholoma caligatum

- Pălăria: cu un diametru de 4-8 (12) cm, este cărnoasă, fermă, inițial semisferică cu marginea rulată spre interior, adesea împodobită cu material de văl alb și fibrilos, cu avansarea în vârstă larg convexă sau aproape plată precum ușor deprimată în centru. La bătrânețe capătă un aspect ondulat cu rupturi mari la margine. Suprafața cuticulei este uscată, doar în stadiu timpuriu ceva slinoasă, pe un fond neted și albicios cu striații brune care devin cu vârsta oarecum fibrilos-solzoase. Spre mijloc este de colorit ceva mai închis. Mai departe, culoarea pălăriei se întunecă în timp sub influența luminii.
- Lamelele: sunt subțiri, foarte aglomerate, cu lameluțe intercalate frecvente, la început acoperite de un văl parțial fibrilos și alb, fiind aderate bombat la picior (numit: șanț de castel). Coloritul inițial alb, devine cu timpul gălbui până crem și odată cu bătrânețea chiar slab maroniu.  Presate, se înroșesc ușor.
- Piciorul: robust și plin pe dinăuntru, înalt de 4-8 (12) cm și lat de 1-1,5 (2) cm, este mai mult sau mai puțin cilindric deasupra unei baze conice și rotunjite. Prezintă, ca una din puține specii ale genului, un inel membranos, alb și efemer. Suprafața este acoperită sub manșetă pe fond albicios cu solzi/fibre dense de colorit brun închis cu un aspect șerpuit (asemănător pălăriei), fiind însă albă deasupra inelului. Pe ansamblu, tulpina cu inel face o impresie de cizmă.
- Carnea: albă în pălărie, dar adesea cenușie până la gri în picior odată cu avansarea în vârsta. Nu se modifică la expunere. Mirosul este puțin fructuos și dulcișor, gustul fiind în tinerețe neremarcabil, dar devine cu timpul slab până la mediu amar, chiar ceva astringent.[3][4]
- Caracteristici microscopice: are spori netezi, aproape globuloși  până la slab elipsoidali cu un apicol mic, adesea cu o incluziune globulară semirefractivă, neamilozi (nu se decolorează cu reactivi de iod) și hialini (translucizi) în KOH, având mărime de 5-6 (8) x 4-5 microni. Pulberea lor este albă. Basidiile clavate poartă 4 sterigme fiecare și măsoară 40-45 x 6-8 microni. Pileipellis este o cutis (ocazional o ixocutis) cu elemente de 5–7,5 µm lățime, netedă, galben-maronie până la maronie precum hialină în KOH. Pleurocistide (elemente sterile situate în himenul de pe fețele lamelor) nu a fost găsite. Cheilocistide (elemente sterile situate pe muchia lamelor) au o tramă lamelară paralelă. Conexiunile cleme nu sunt prezente.[12][13]
- Reacții chimice: carnea se decolorează cu sulfovanilină purpuriu și cuticula nu reacționează cu hidroxid de potasiu.[14]

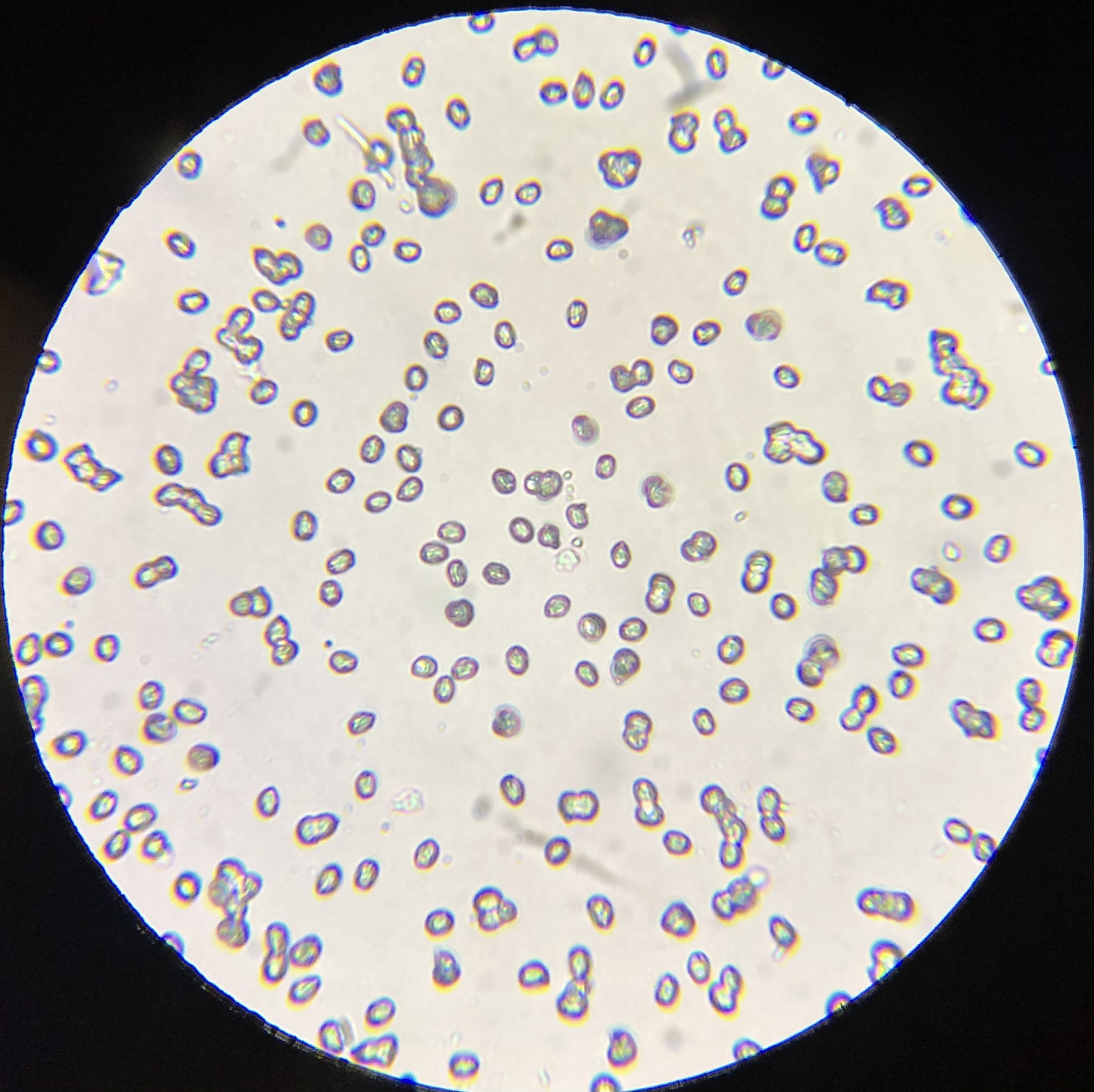
T. caligatum, spori
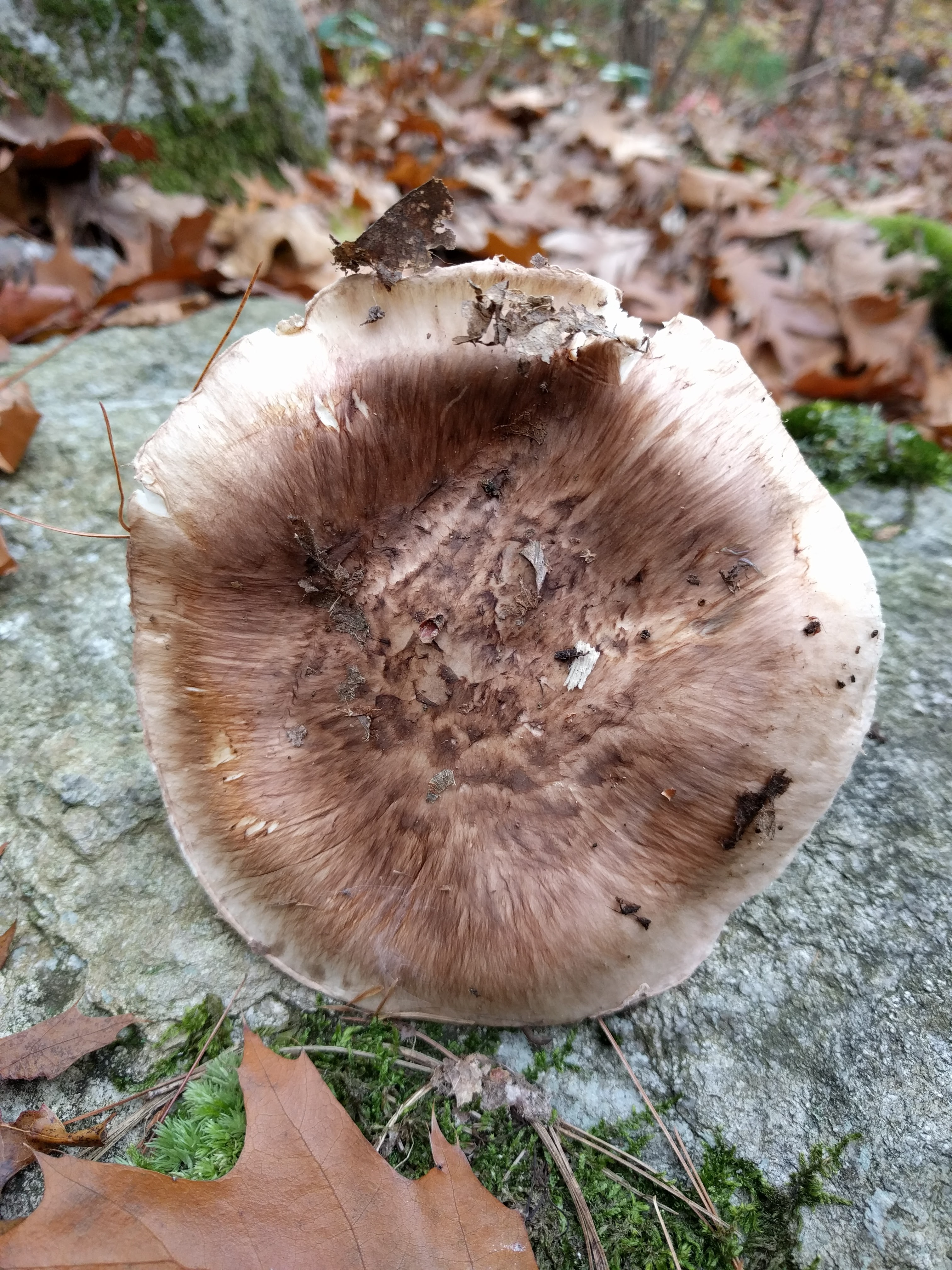
T. caligatum, cuticulă
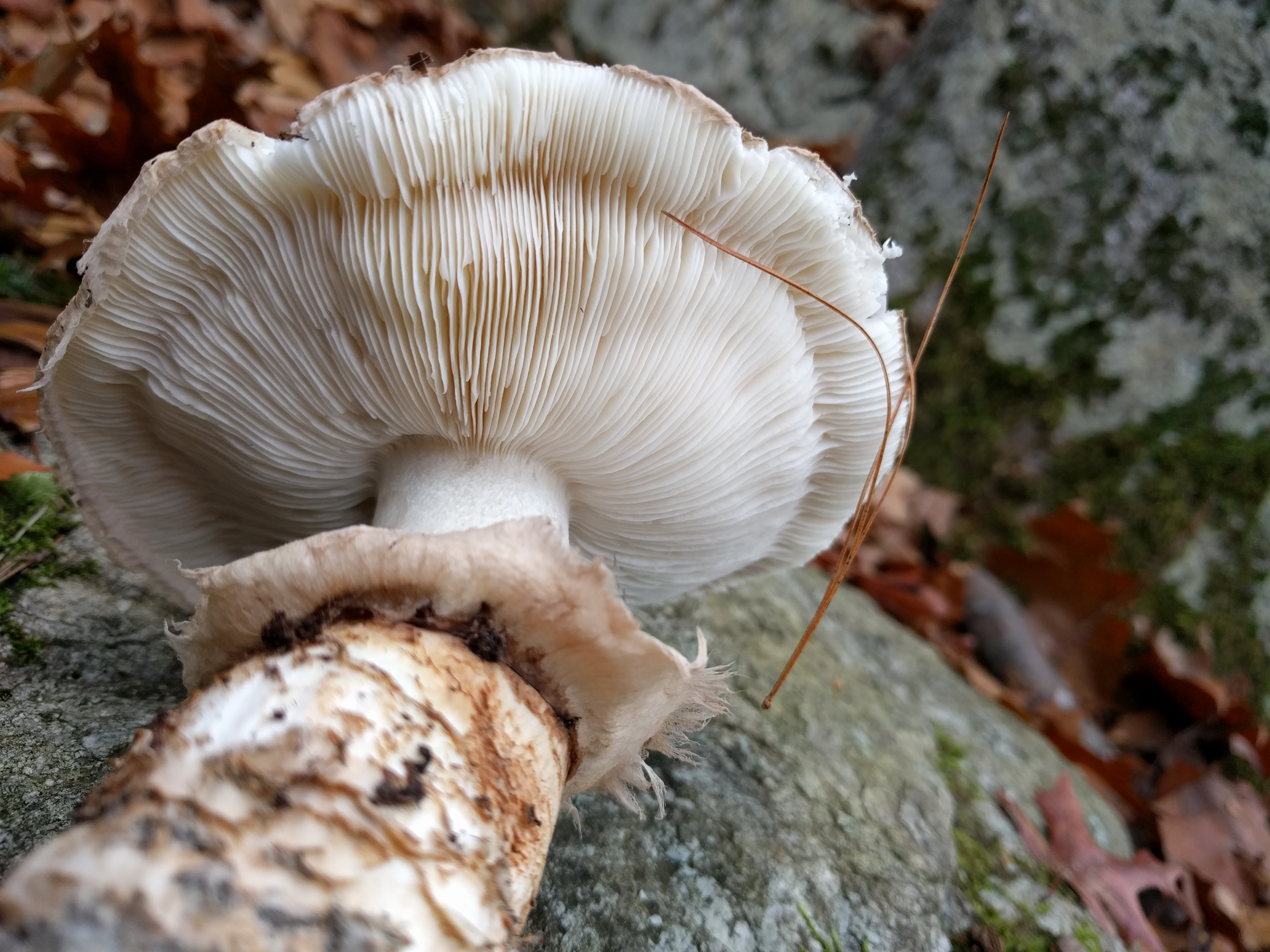
T. caligatum, lamele și picior
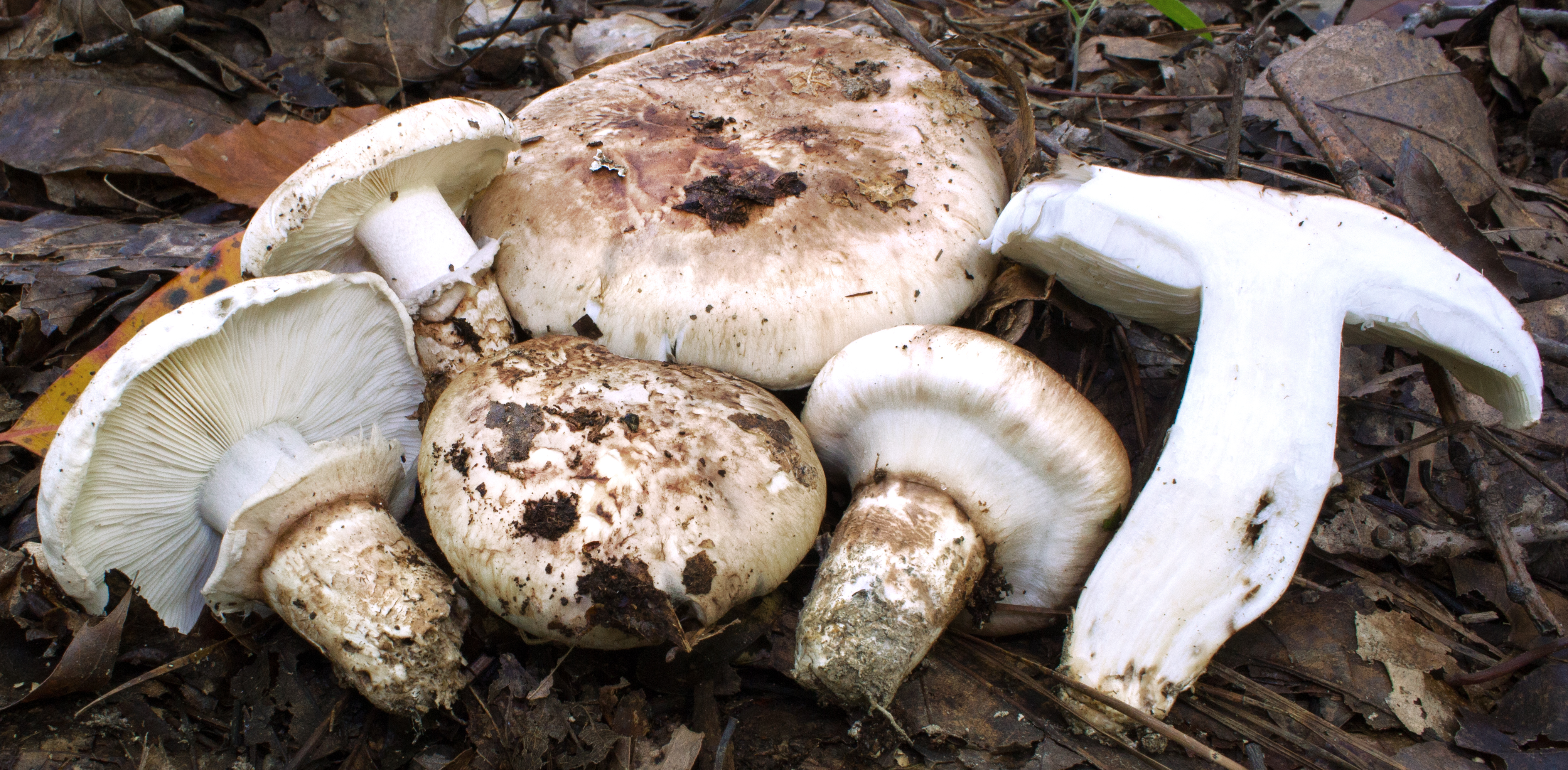
T. caligatum mai deschiși

## Confuzii
Acest burete poate fi confundat ușor cu soiuri comestibile, necomestibile și toxice, de exemplu cu Catathelasma imperiale (comestibil, atât timp cât este tânăr), Tricholoma bresadolanum (necomestibil, gust amar, trăiește numai în păduri de foioase sub fagi, foarte rar), Tricholoma cingulatum (comestibil), Tricholoma goniospermum sin. Tricholosporum goniospermum (are la început o cuticulă alb-gălbuie, apoi gri-ruginie până la violet deschis cu lamele de aceiași culoare cu miros intensiv de faină proaspătă) + imagini Arhivat în 4 decembrie 2023, la Wayback Machine., Tricholoma matsutake sin. Tricholoma nauseosum (comestibil). Tricholoma myomyces (comestibil, se dezvoltă sub pini în păduri de conifere, dar și prin parcuri, pe dune, miros imperceptibil, gust blând, slab astringent), Tricholoma orirubens (comestibil, trăiește numai în păduri de foioase preferat sub fagi și stejari), Tricholoma pardinum sin. Tricholoma tigrinum (otrăvitor), Tricholoma scalpturatum (comestibil), Tricholoma sciodes (necomestibil până toxic, apare numai în păduri de fag pe sol bazic, miros pământos, gust amar și iute, trăiește numai în păduri de foioase preferat sub fagi), Tricholoma terreum (comestibil, savuros) sau Tricholoma vaccinum (necomestibil, ingerat în cantități mai mari toxic, se dezvoltă  în același habitat ca specia descrisă, miros făinos-pământos, gust făinos, amărui și slab iute).

## Specii asemănătoare în imagini

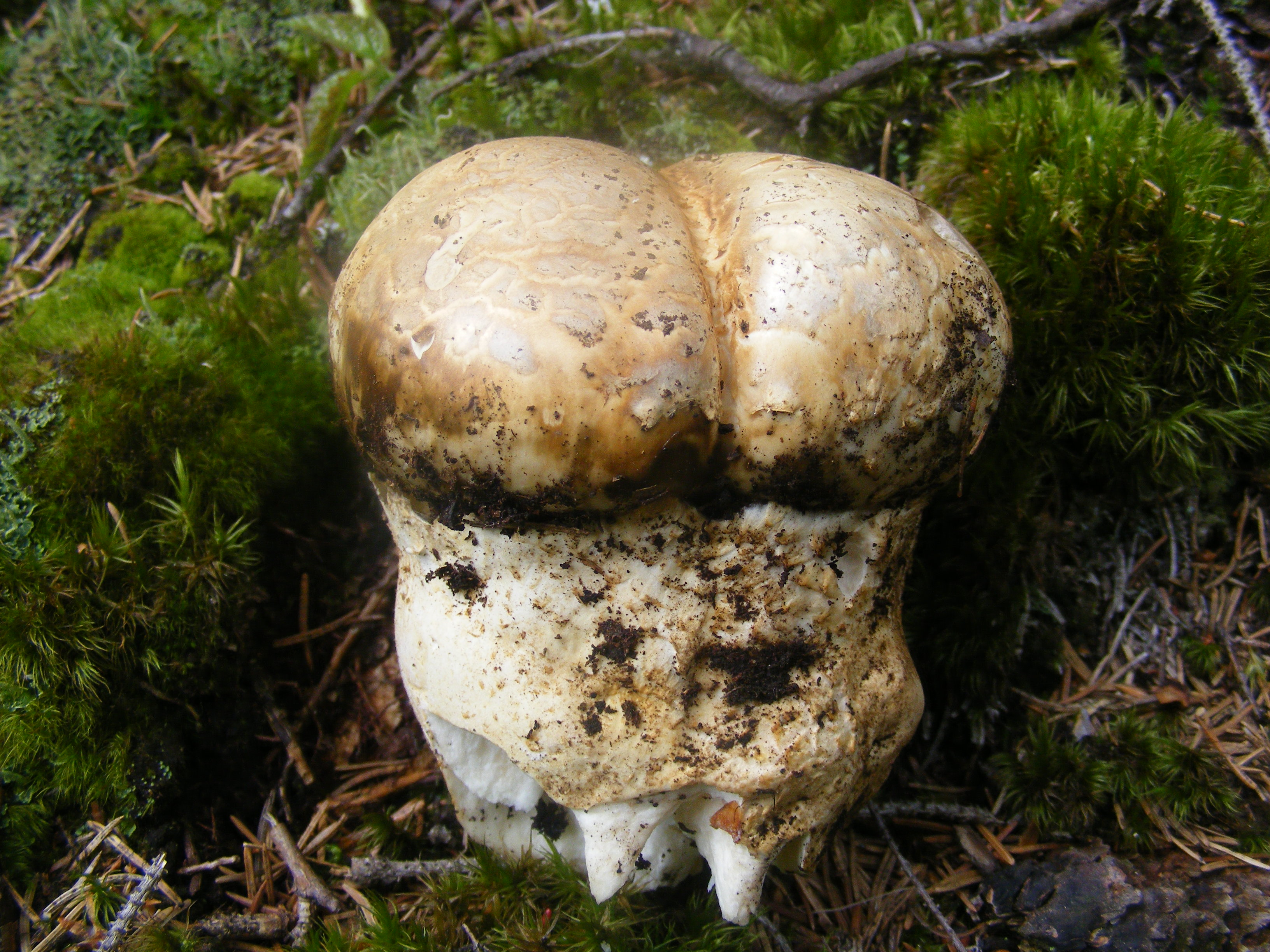
Catathelasma imperiale
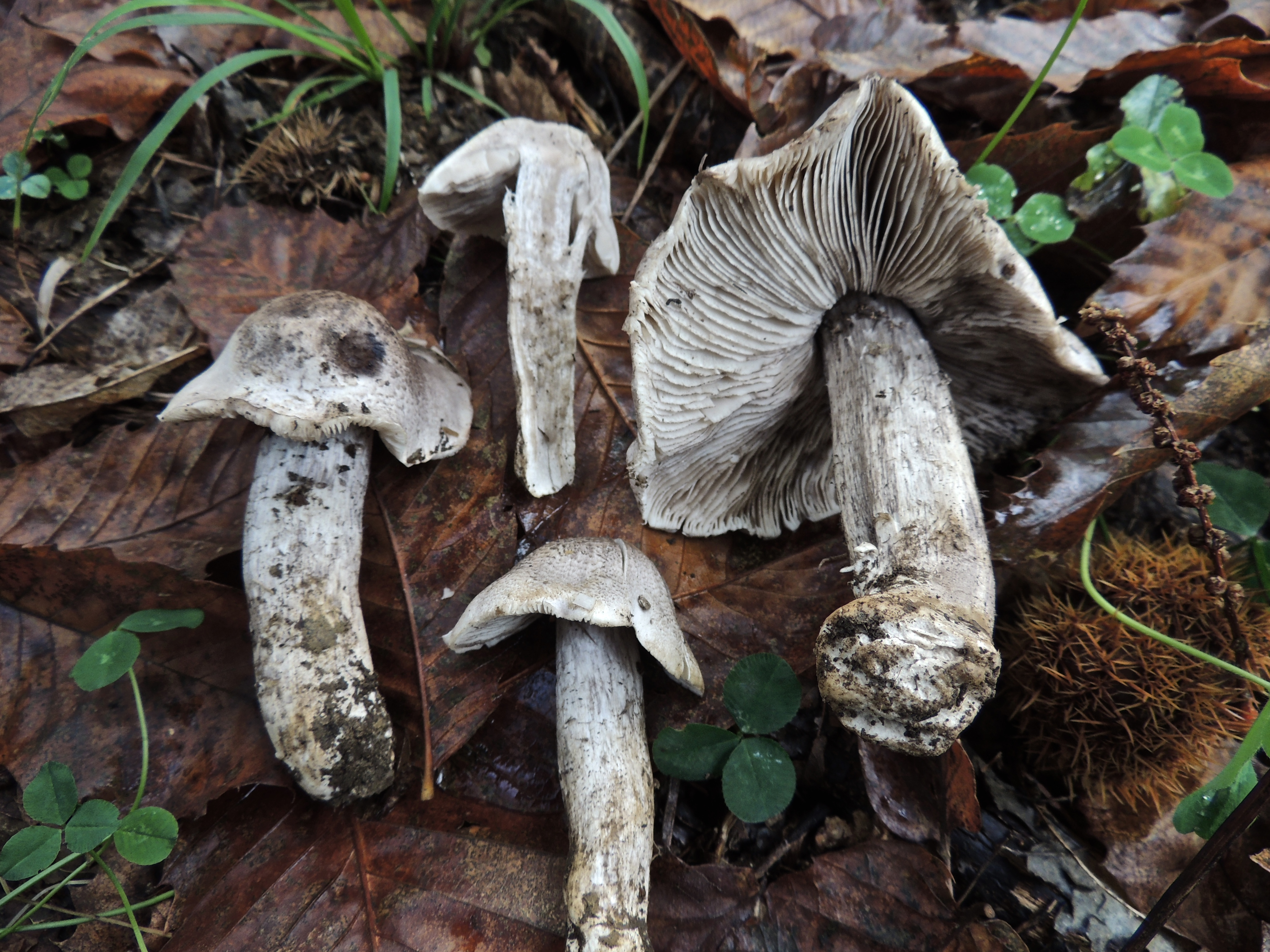
!Tricholoma bresadolanum!
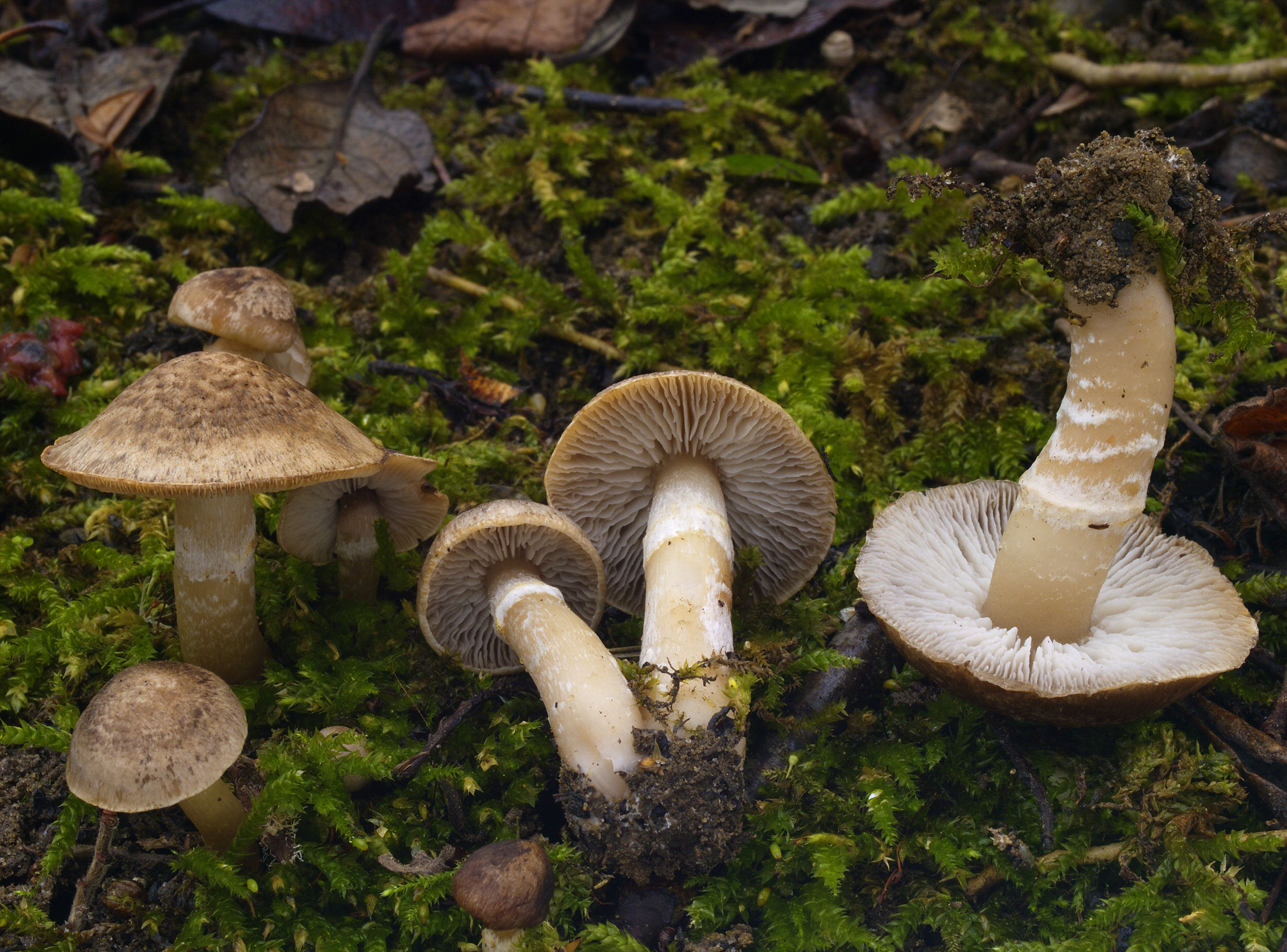
Tricholoma cingulatum
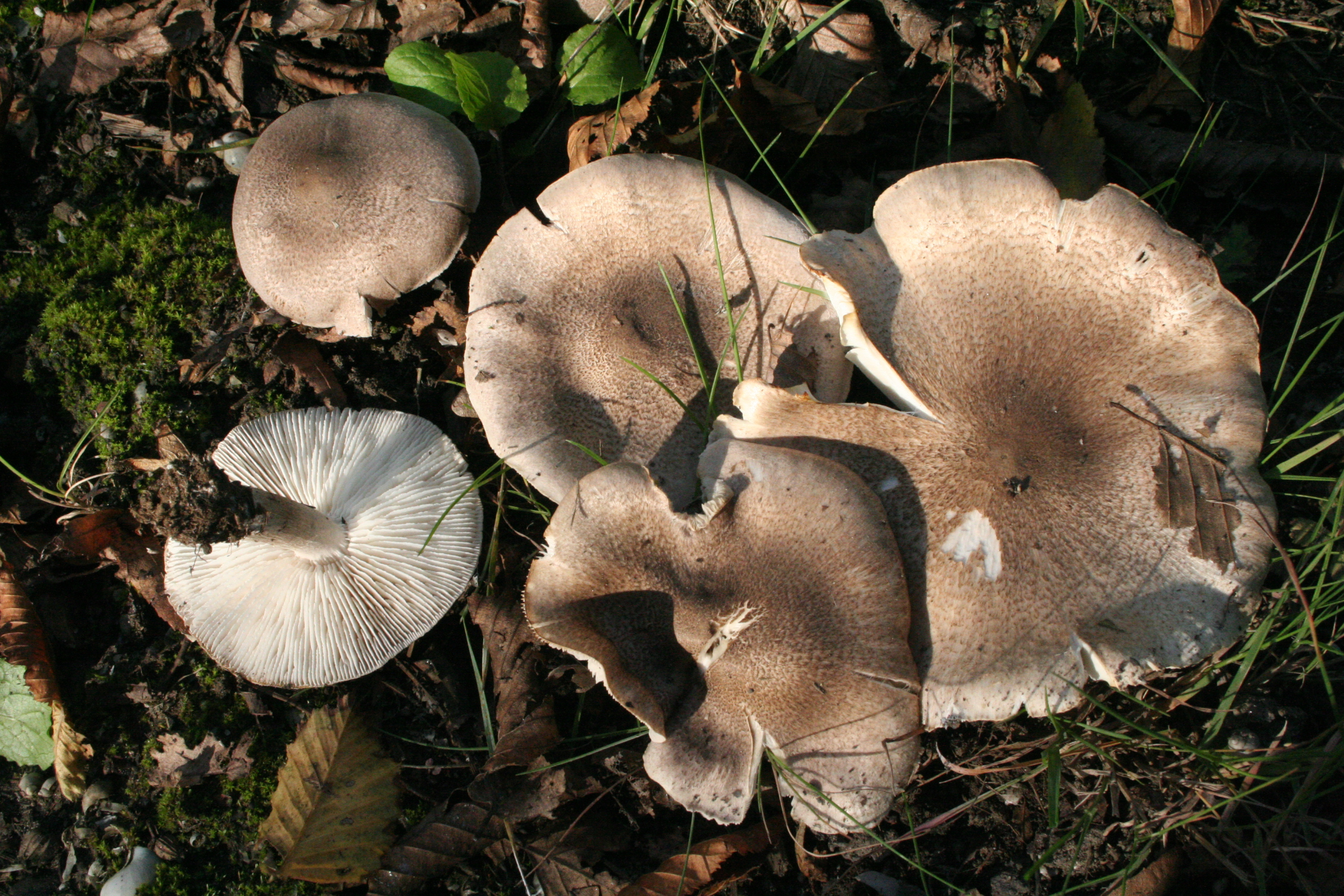
Tricholoma argyraceum sin. scalpturatum
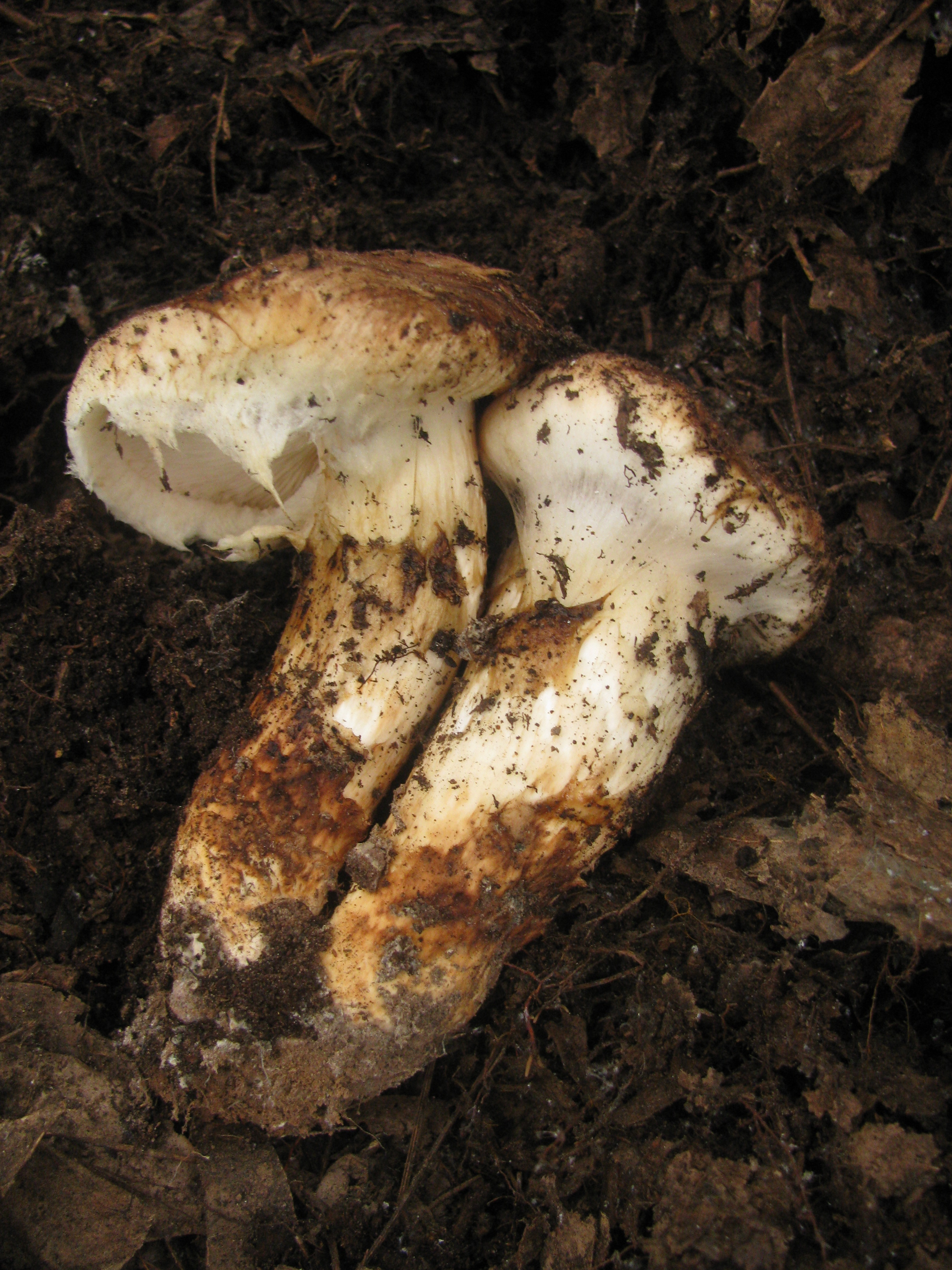
Tricholoma matsutake sin. Tricholoma nauseosum

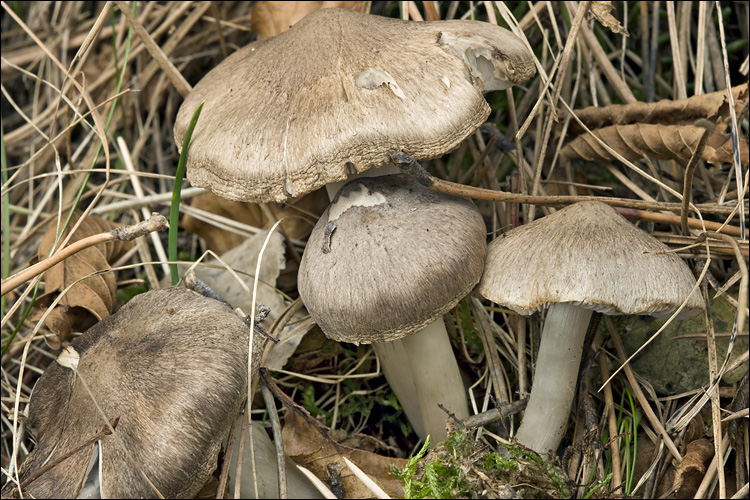
!!Tricholoma myomyces!! 69290
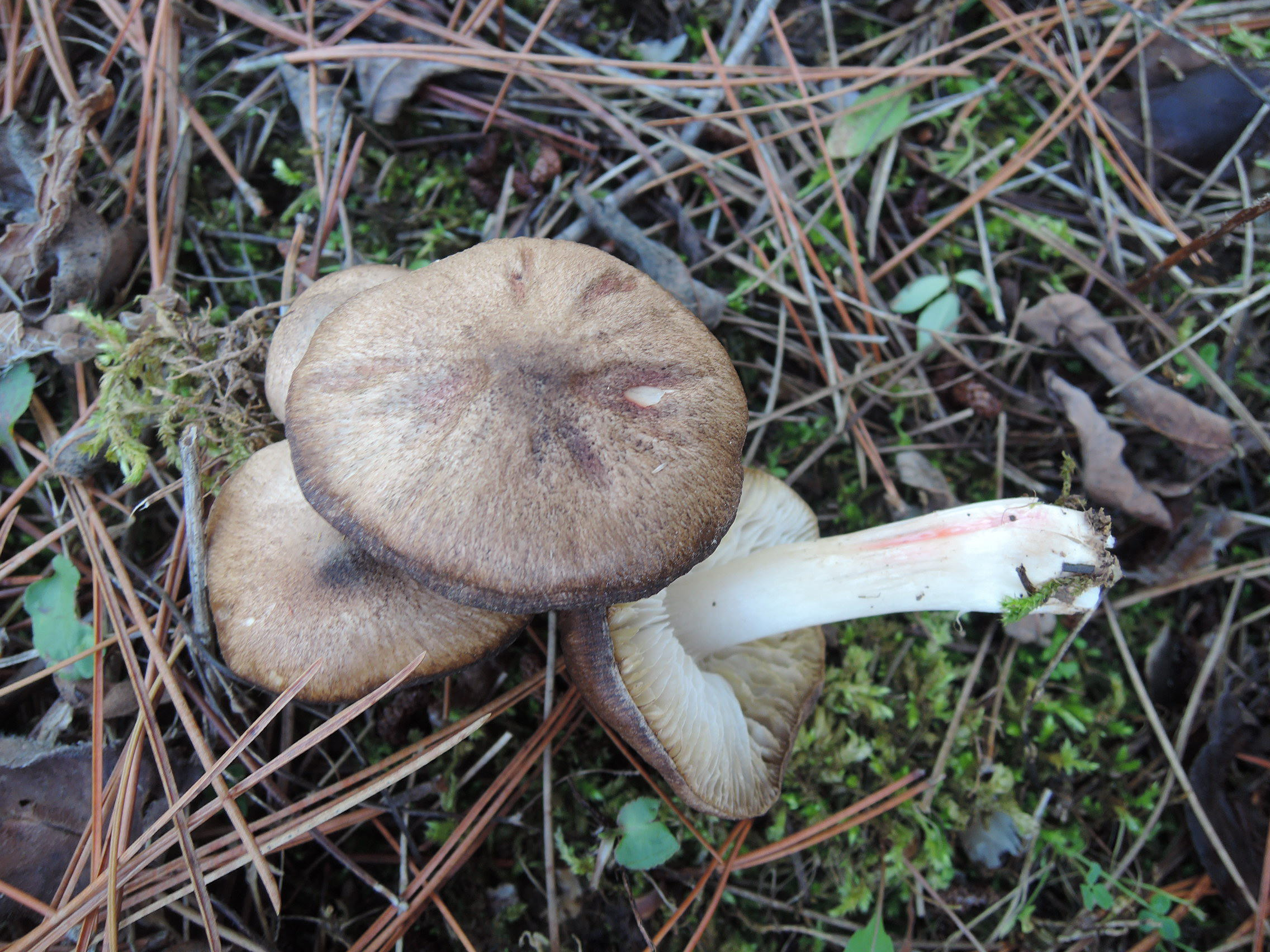
Tricholoma orirubens
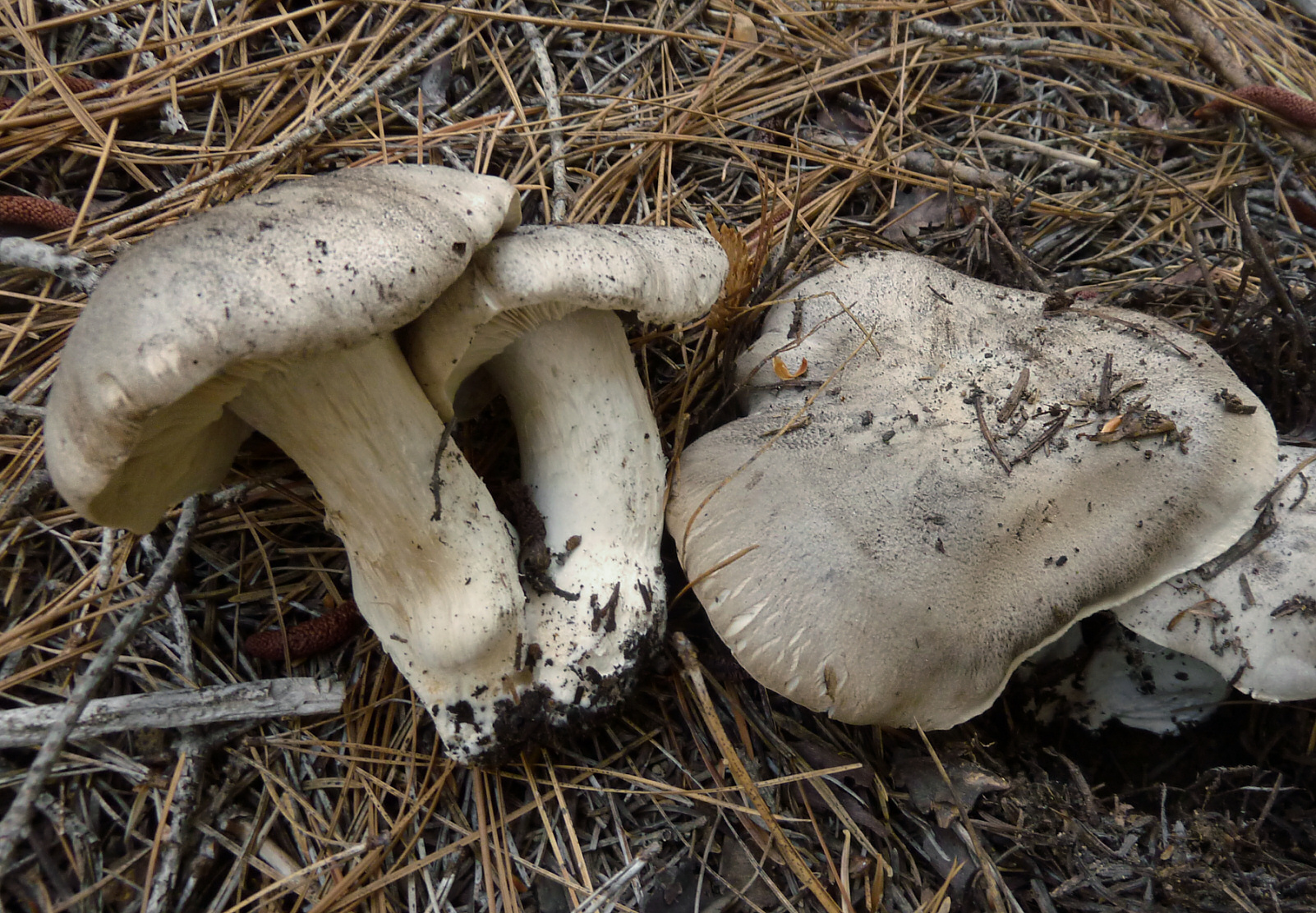
!!Tricholoma pardinum sin. Tricholoma tigrinum!!
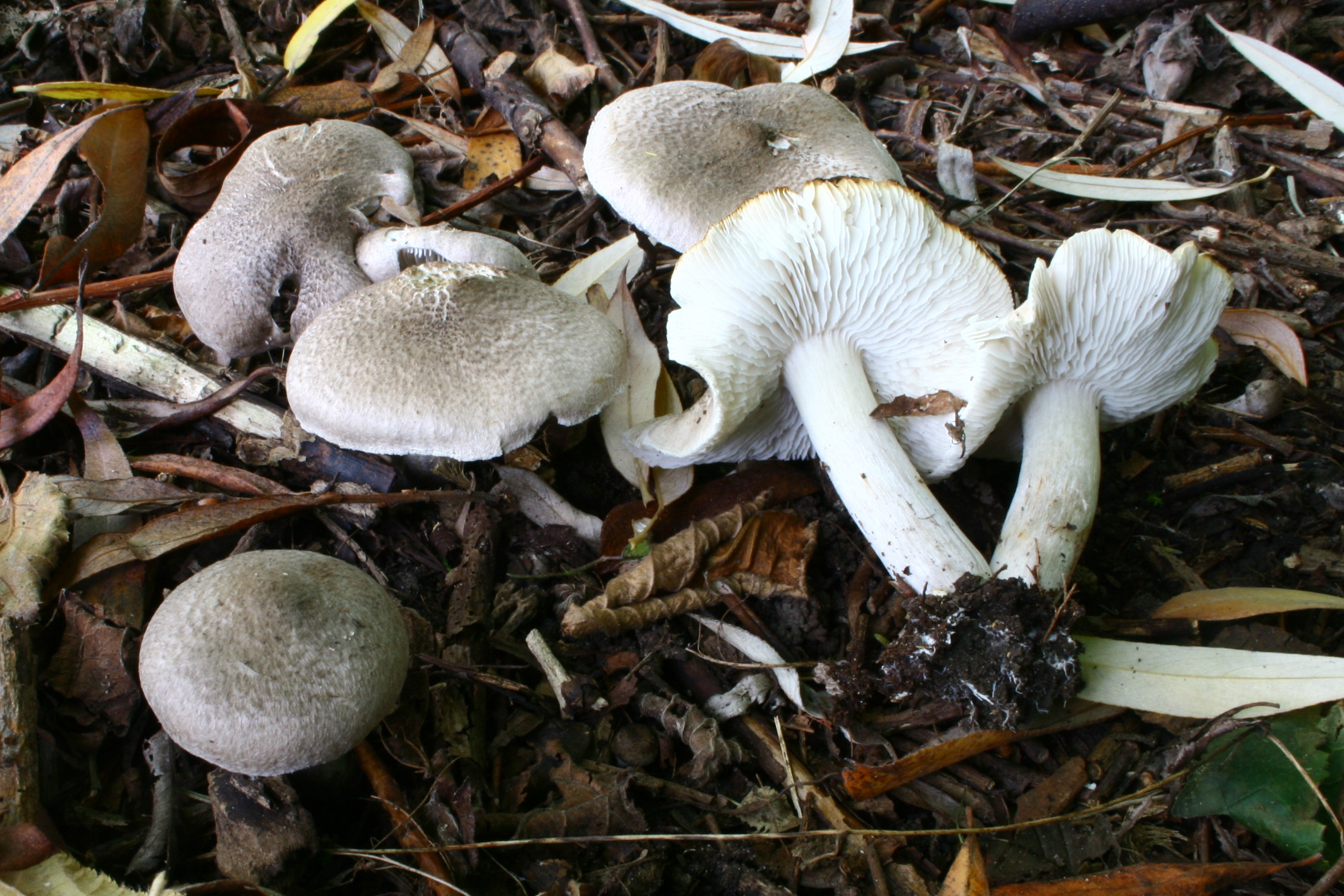
Tricholoma scalpturatum

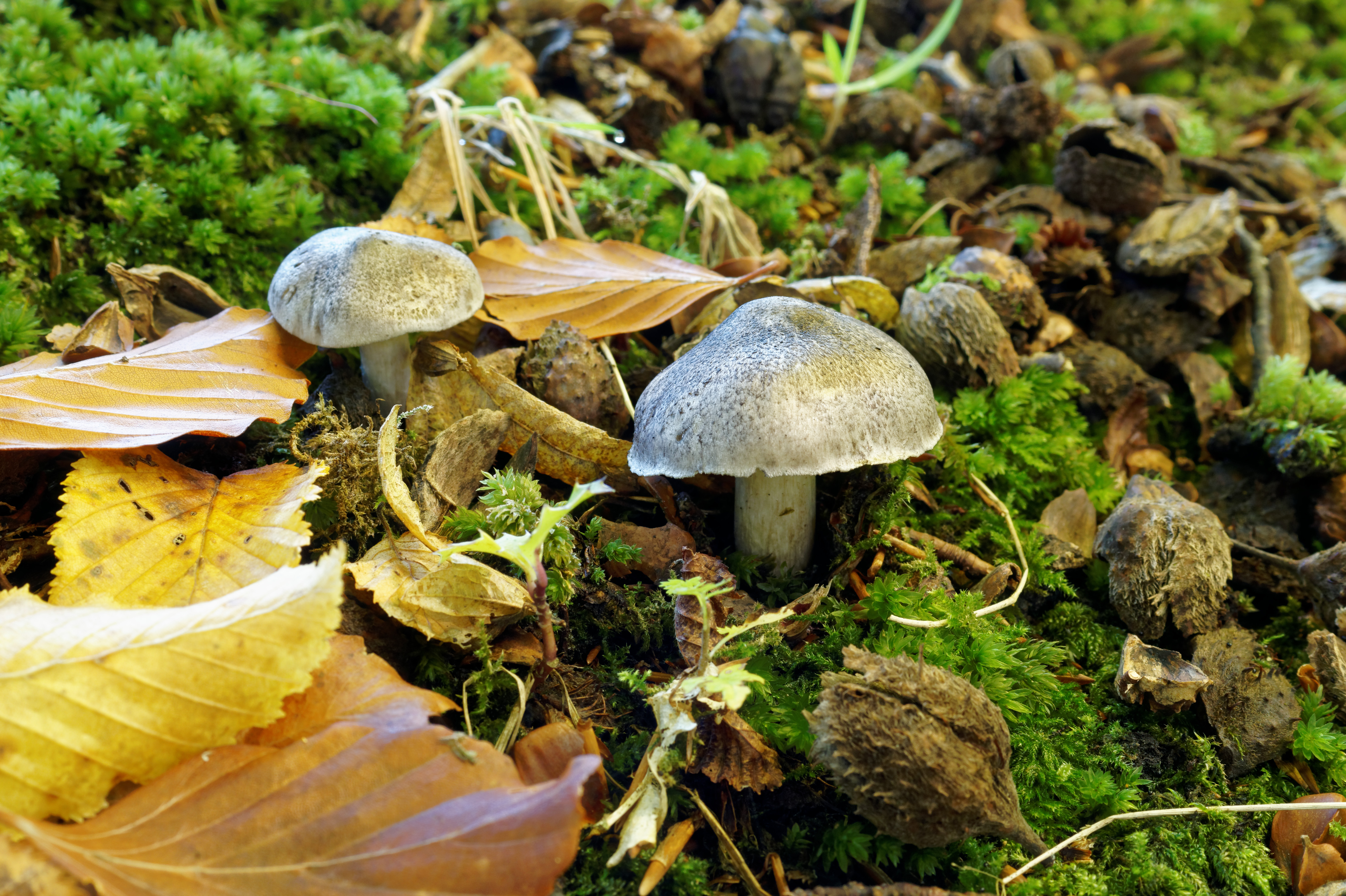
!Tricholoma sciodes!
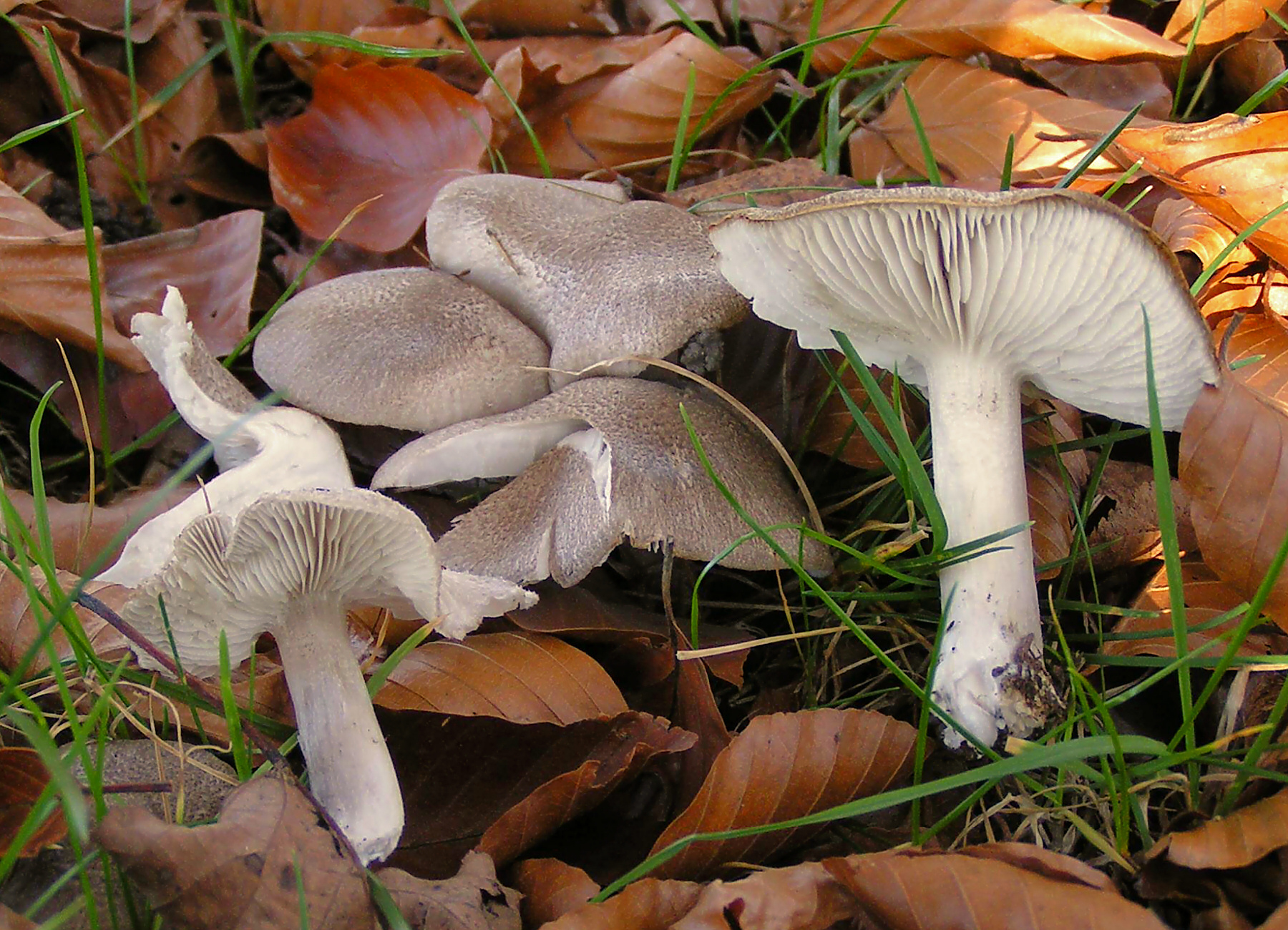
Tricholoma terreum
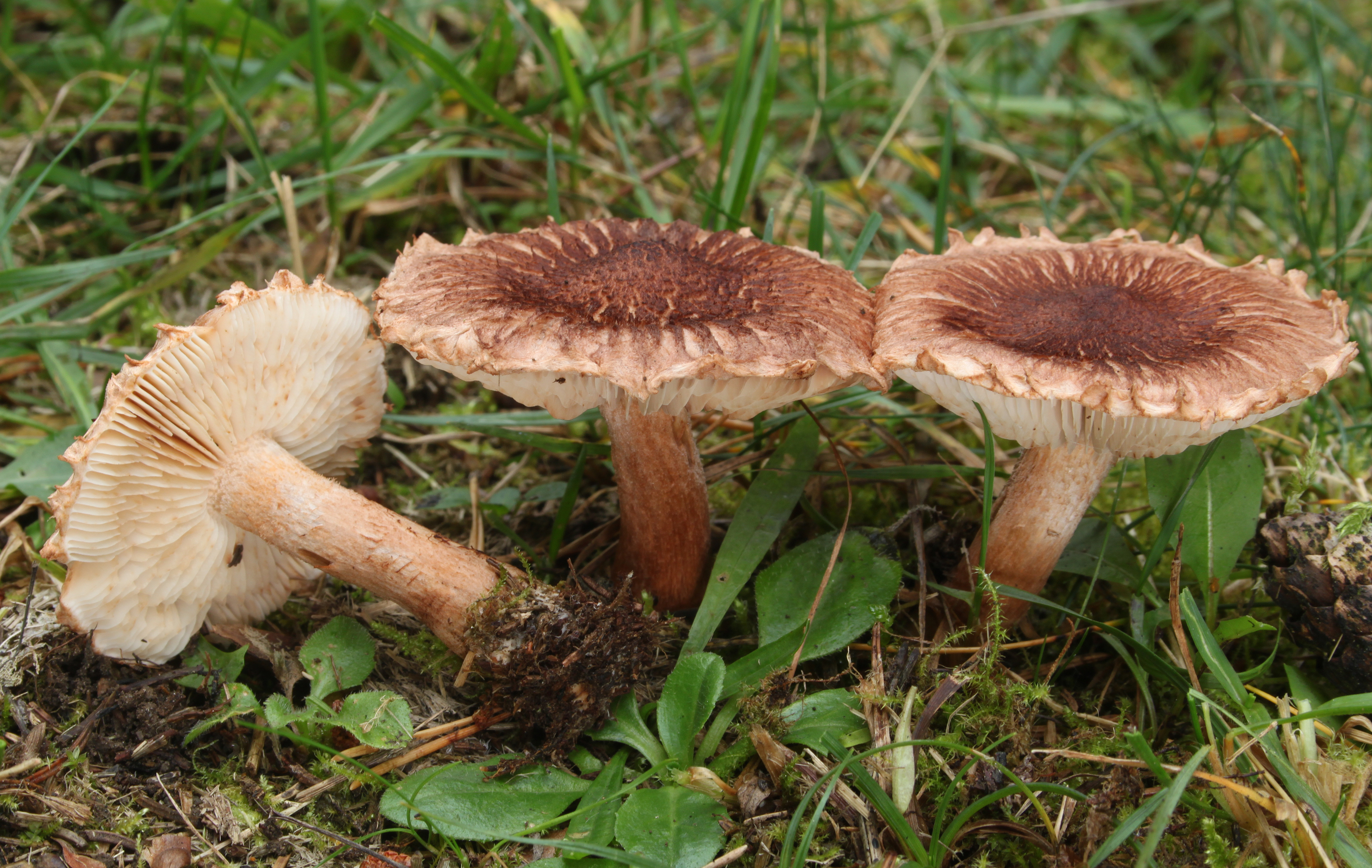
!Tricholoma vaccinum!

## Valorificare
Datorită cărnii ferme și cărnoase, specia ar fi un burete excelent pentru bucătărie, Din păcate este, dacă nu a fost cules foarte tânăr, mai mult sau mai puțin amar. Dar, de exemplu în unele țări mediteraneene, ciuperca este considerată o delicatesă după ce a fost fiartă și murată în oțet sau conservată în ulei.
Unii micologi pretind că Tricholoma caligatum ar fi aceiași specie ca cea japoneză foarte scumpă anume Tricholoma matsutake, ce însă este incorect.